# Awesta

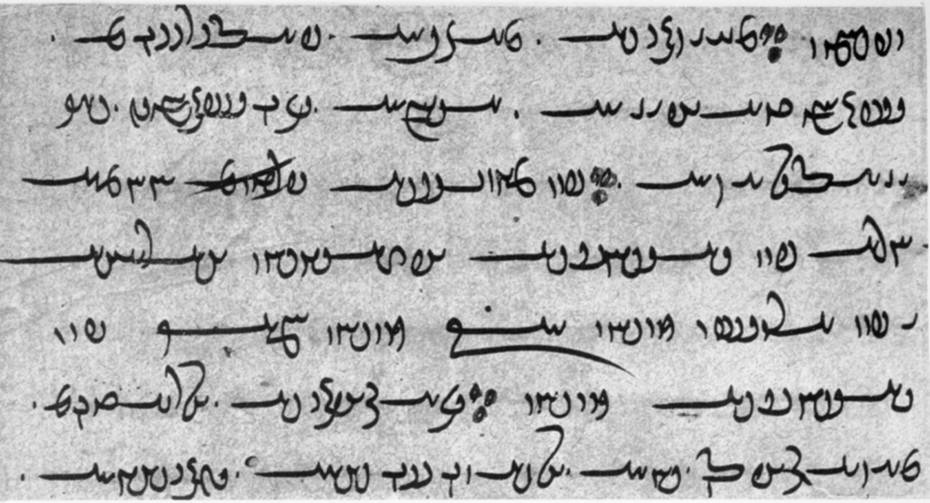
Jasna 28.1 (Bodleian MS J2)

Awesta, st.-pers. upa-stāvaka „pochwały”, śr.-pers. abestāg – kompilacja starożytnych świętych tekstów religijnych wyznawców zaratusztrianizmu (zoroastryzmu), które powstały prawdopodobnie w okresie od połowy II tysiąclecia do VII wieku p.n.e.

## Języki awesty
Awesta powstała w językach staroirańskich: staro i młodszo awestyjskim. Języki awestyjskie, były używane w Azji Środkowej i na obszarze współczesnego Afganistanu w okresie od około 1500 do 500 r. p.n.e. Najstarsza część Awesty (Gathy) przypisywana Zaratustrze została zapisana w staroawestyjskim. Obydwa języki wykazują bardzo duże podobieństwo z sanskrytem.

## Historia powstania
Pierwotny tekst Awesty był przekazywany w formie recytacji przekazywanych z pokolenia na pokolenie przez kapłanów zaratusztriańskich. Pierwsze zapisane wersje Awesty według historiografów sasanidzkich powstały prawdopodobnie między VII, a VI p.n.e. Według tradycji perskiej zostały zniszczone w IV wieku p.n.e., podczas podboju państwa Achemenidów przez Aleksandra Macedońskiego. Zostały odtworzone oraz ponownie zredagowane i uzupełnione o komentarze w czasach panowania dynastii Partyjskiej i Sasanidzkiej. Być może proces spisywania Awesty został zainicjowany na rozkaz króla Partów, Wologazesa, jednak jak dotąd nie znaleziono manuskryptu z epoki, który by to potwierdzał. Zasadnicza redakcja Awesty nastąpiła z polecenia założyciela dynastii Sasanidów, Ardaszira I (226–241), uzupełnił ją w III wieku kapłan Tansar; ostatecznej redakcji dokonano za panowania Szapura II (309–379).

## Stan obecny
Obecnie istnieje jedna czwarta część dawnego tekstu: zachowało się 21 ksiąg (ok. 83 tys. słów), zwanych naskami, z czego większość jest wierszowana (reprezentują najstarsze znane formy staroirańskiej poezji sylabicznej). Dzieli się na 5 części, które zawierają:
- Jasna (Yasna), czyli liturgia. Najważniejsza i najstarsza część Awesty, jest zbiorem liturgicznych modlitw i religijnych inwokacji. Zawiera Gathy.
  - Gathy – najstarsze hymny i psalmy 1-6, 7(id. jsana 37) 8, Hom Jaszt (rozdz.9-11), „Kredo zaratusztriańskie (rozdz. 12), (rozdz. 13-27) część przypisywana samemu Zaratusztrze (od 29 do 54.1): (Święte modlitwy (Aszem Wohu i Jata Ahu [Ahunwara]) Ahunawaiti Gatha (rozdz. 29-34) Jasna Haptanhaiti (rozdz. 35-42) Usztawaiti Gatha (rozdz. 43-46) Spentamainjusz Gatha (rozdz. 47-50) Wohukszatra Gatha (rozdz. 51) Wahisztoiszti Gatha (rozdz. 53) A airjęmā Aszjo (Rozdz. 54.1) Airjema-Iszjo (54.2). pozostałe: (rozdz. 54-72)
- Visparat (Wisprat), czyli wszyscy sędziowie. Zbiór inwokacji i modlitw do wszystkich patronów.
- Vendidad (Wendidad, Wendidat, Widewdat) czyli prawo przeciw demonom – prawo kanoniczne, przepisy rytualne. Składa się z 22 rozdziałów – fargardów. Zawiera zasady prawa religijnego; traktuje o zachowaniu czystości, ceremonii oczyszczania, opiece nad pożytecznymi zwierzętami.
- Jaszty, czyli pieśni pochwalne, hymny religijne ku czci bóstw.
- Njajisan
- Chorda Awesta, czyli Młoda Awesta zawiera zbiór różnorodnych modlitw przeznaczonych do odmawiania w różnych okolicznościach przez świeckich, powstał w IV wieku n.e. w języku pazand.
- Fragmenty zbiór różnych rozproszonych tekstów i modlitw z zagubionego kanonu Awesty[5]

## Komentarze: Zend
Do Awesty istnieją komentarze (Zend), najobszerniejsze do Vendidad, zredagowane w większości za panowania dynastii Sasanidów w średnioirańskim języku pahlawi. Najmłodsze pochodzą z IX wieku.

## Inne teksty odnoszące się do Awesty
W pismach zapisanych w językach Pahlawi i Pazand powstało do XIV w. bardzo wiele tekstów odnoszących się do niedostępnych dzisiaj fragmentów Awesty a także obszerna literatura dewocyjna, hagiograficzna i uzupełniająca. Co z tego odnosi się do pierwotnego tekstu jest przedmiotem sporów teologicznych i naukowych.
- Arda Viraz Namag
- Bundahiszn
- Wielki Bundahiszn
- Czidag Andarz i Porjotkeszan
- Wybór z Adarbada Mahraspandanda
- Dadestan-i Denig
- Denkard (IX w)
- Listy Manuszczira (A.D. 881)
- Menog-i Khrad
- teksty w Pazand
- Riwajat Adur-Farnbaga
- Riwajat Farnbag-Srosz
- Pouczenia Adarbad Mahraspandana
- Wybór wierzeń i legend Zadsprama
- Szajest Ne-Szajest
- Szkand-gumanig Vizar
- Zand-i Vohuman Jaszt

## Przekłady i publikacje
Najstarszego przekładu europejskiego Awesty – na język francuski – dokonał Abraham Hyacinthe Anquetil-Duperron w 1771 roku. Tytuł Zend-Avesta, którym został opatrzony, jest nieprawidłowy. Właściwa nazwa zbioru obejmującego Awestę i komentarze brzmi Apastak wazand.
Na język polski Awestę (przekład Wendidadu, Wisperadu i Jasny, czyli tzw. Wielką Awestę) tłumaczył prof. Ignacy Pietraszewski pt. Miano słowiańskie w ręku jednej familji od trzech tysięcy lat zostające, czyli nie Zendawesta a Zędaszta, to jest życiodawcza książeczka Zoroastra (Berlin, 1857). Dzieło to zostało wznowione pod nieco zmienionym tytułem: Miano Słowiańskie czyli nie Zendawesta a Zędaszta to jest Życiodawcza książeczka Zoroastra albo Awesta Wielka, Wydawnictwo Armoryka, Sandomierz 2011, ISBN 978-83-62661-19-0. Tekst przygotowali do druku, zredagowali i wstępem opatrzyli: Julian Edgar Kassner oraz Andrzej Sarwa.
Kolejny – pełny – przekład świętej księgi na język polski: Awesta. Wendidad (cz. 1), tłum. Piotr Żyra i Andrzej Sarwa, wstępem opatrzył Andrzej Sarwa, Wydawnictwo Armoryka, Sandomierz 2010, ISBN 978-83-62661-09-1; Awesta. Sîrôzahy, Yasty, Nyâyisy (cz. 2), tłum. Piotr Żyra, Wydawnictwo Armoryka, Sandomierz 2011, ISBN 978-83-62661-26-8; Awesta Yasna, Visparad, Âfrînagân, Gâhs i pozostałe fragmenty (cz. 3) tłum. Piotr Żyra, Wydawnictwo Armoryka, Sandomierz 2011, ISBN 978-83-62661-16-9. Nie jest to jednak przekład z języków oryginalnych.